# Општина Митрени (Калараш)
Митрени (рум. Mitreni) општина је у Румунији у округу Калараш.
Oпштина се налази на надморској висини од 29 m.